# Jean de Carro
Jean de Carro (Genève, 8 augustus 1770 - Karlsbad, 12 maart 1857) was een Zwitsers arts die in het Keizerrijk Oostenrijk actief was.

## Biografie

### Afkomst
Jean de Carro was een zoon van Jean-Pierre de Carro en van Catherine Lacaussade. Hij trouwde driemaal, een eerste maal in 1796 met Marie Anne de Kurzbeck, een tweede maal in 1802 met Thérèse Stöckl de Gerburg en een derde maal met de Belgische Alexandrine Breck.

### Medische carrière
De Carro studeerde geneeskunde in Edinburgh, waar hij in 1893 een doctoraat behaalde. Hij was actief als arts in Wenen en bracht in 1825 een tijdje door in Praag. Dankzij zijn Engels en Geneefse kennissen en via de Bibliothèque Britannique speelde hij een grote rol in de verspreiding van een nieuwe methode van vaccinatie tegen pokken die hij wist te introduceren in Oostenrijk, Duitsland, Polen, Hongarije en Brits-Indië. In 1826 verhuisde hij naar Karlsbad, waar hij bijdroeg aan de reputatie van de spa. 

## Onderscheidingen
- Ridder van het Heilige Roomse Rijk (1813)
- Ereburger van Karlsbad (1843)